# ふぐ調理師
ふぐ調理師（ふぐちょうりし､Fugu Cook）とは、ふぐ条例等に基づき都道府県知事が行うふぐ調理師試験において免許を取得した者である。有資格者以外はその業務を行えない業務独占資格である。都道府県によっては、ふぐ包丁師、ふぐ取扱者、ふぐ処理師、ふぐ調理士、ふぐ取扱登録者、ふぐ調理者ともいわれる。以下「ふぐ調理師」で統一する。フグも参照。国家資格ではない。なお、勘違いされやすいが私的な範疇でふぐを調理する限りはふぐ調理師免許は不要である。ただし素人が調理するのは非常に危険であり、毎年ふぐ毒による死者が相当数出ていることに注意せねばならない。

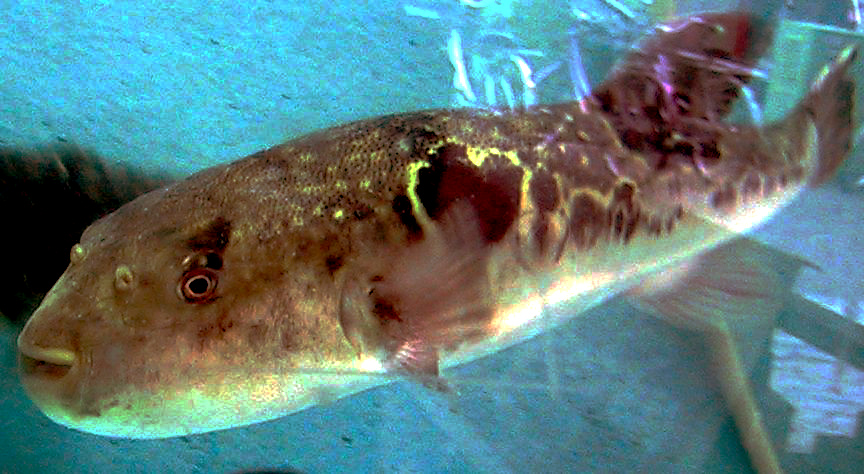
ふぐ

## 概要
ふぐ調理師の免許や資格は、各都道府県が個別に定めており、特段の定めのない限り当該都道府県内のみでしか通用しないため、都道府県をまたいでの就職・調理については、勤務先の都道府県で新たに資格を取得する必要がある。このため一般社団法人全日本ふぐ協会は、日本国政府に対して再三、全国統一の資格制度を求めているが、実現には至っていない。
都道府県によって、免許や講習受講による「資格」取得の条件や難易度は異なり、最も厳格な筆記試験と実技試験を実施する東京都、講習において受講資格を定めていない地方公共団体や、受講後の試験のない地方公共団体もある。

## 都道府県
| 都府県   | 名称           | 手法       | 学科                                                                                              | 実技                                                                    |
| -------- | -------------- | ---------- | ------------------------------------------------------------------------------------------------- | ----------------------------------------------------------------------- |
| 北海道   | ふぐ処理者     | 試験       | 水産食品の衛生に関する知識 関係法規 ふぐの種類と鑑別 ふぐの処理と鑑別 ふぐの一般知識              | ふぐの処理 ふぐの臓器の鑑別                                             |
| 山形県   | フグ取扱者     | 講習       | 食品衛生関係法規 山形県フグ取扱い指導要綱 衛生と鑑別                                              | ふぐの処理に関する実技                                                  |
| 福島県   | ふぐ処理者     | 試験       | 水産食品の衛生に関する知識 関係法規 ふぐの種類と鑑別 ふぐの処理と鑑別 ふぐの一般知識              | ふぐの種類の鑑別 ふぐの処理と鑑別                                       |
| 栃木県   | ふぐ処理者     | 試験       | ふぐの知識                                                                                        | ふぐの鑑別、処理等に関する技術                                          |
| 埼玉県   | ふぐ調理師     | 試験       | ふぐ条例及び条例施行規則に関する知識 ふぐに関する一般知識                                         | ふぐの種類鑑別 ふぐの調理技術・調製技術                                 |
| 千葉県   | ふぐ処理師     | 試験       | 食品衛生関係法規 食品衛生学                                                                       | ふぐの処理に関する実技                                                  |
| 東京都   | ふぐ調理師     | 試験       | ふぐ条例及び条例施行規則に関すること ふぐに関する一般知識                                         | ふぐの種類の鑑別 ふぐの内臓の識別、毒性の鑑別及びふぐの処理技術         |
| 神奈川県 | ふぐ包丁師     | 試験       | 公衆衛生 栄養及び調理理論 ふぐに関する知識 衛生法規                                               | ふぐの種類及び臓器鑑別 ふぐの取扱い実技                                 |
| 富山県   | ふぐ処理師     | 試験       | 食品衛生学 衛生法規 ふぐに関する一般的な知識                                                      | ふぐの種類及び内臓の識別に関すること ふぐの処理技術に関すること         |
| 石川県   | ふぐ処理資格者 | 試験       | 食品衛生学 衛生法規 ふぐに関する一般的な知識 公衆衛生学                                           | ふぐの処理に関する実技試験                                              |
| 福井県   | ふぐ処理師     | 試験       | 水産食品の衛生に関する知識 ふぐに関する一般知識                                                   | ふぐの処理に関する技術 （ふぐの種類の鑑別、ふぐの処理、ふぐの臓器鑑別） |
| 静岡県   | ふぐ処理師     | 試験       | 食品衛生関係法規 食品衛生学 ふぐの種類の鑑別 その他ふぐに関する知識                               | ふぐの処理に関する実技                                                  |
| 愛知県   | ふぐ処理師     | 試験       | 食品衛生学 食品衛生関係法規 ふぐに関する知識                                                      | ふぐの処理に関する実技                                                  |
| 三重県   | ふぐ取扱者     | 講習と試験 | 【講習】 関係法令 ふぐ中毒及び取扱 ふぐの分類及び形態 【試験】 ふぐに関する知識 魚種鑑別 臓器鑑別 | 【講習】 模擬調理 【試験】 除毒試験 衛生試験                            |
| 滋賀県   | ふぐ調理師     | 試験       | 衛生法規 食品衛生学 ふぐに関する知識                                                              | ふぐの種類および内臓の識別 ふぐの処理技術                               |
| 京都府   | ふぐ処理師     | 試験       | 公衆衛生関係法規 食品衛生学 ふぐ条例及び同施行規則 ふぐの性状                                     | ふぐの処理に関する実技                                                  |
| 大阪府   | ふぐ取扱登録者 | 試験       | 食品衛生関係法規 食品衛生学 ふぐに関する知識                                                      | ふぐの処理に関する実技                                                  |
| 奈良県   | ふぐ処理師     | 試験       | ふぐに関する衛生法規 ふぐに関する食品衛生学                                                       | ふぐの種類及び臓器の鑑別 ふぐの処理に関する実技                         |
| 鳥取県   | ふぐ処理師     | 試験       | 衛生関連法規 公衆衛生学 食品衛生学 ふぐの種類及びふぐ毒に関する知識                               | ふぐ処理の実技                                                          |
| 岡山県   | ふぐ調理者     | 講習       | 食品衛生に関する知識 食品衛生関係法規 ふぐに関する知識                                            | なし                                                                    |
| 山口県   | ふぐ処理師     | 試験       | 衛生法規 食品衛生学 ふぐに関する知識                                                              | ふぐの種類及び臓器の鑑別 ふぐの処理の技術                               |
| 香川県   | ふぐ処理師     | 試験       | 衛生関係法規 食品衛生学 ふぐに関する基礎知識                                                      | ふぐの種類とその鑑別 ふぐの処理に関する実技                             |
| 愛媛県   | ふぐ取扱者     | 試験       | 衛生法規 食品衛生学 魚類学                                                                        | 実技                                                                    |
| 高知県   | ふぐ処理師     | 試験       | 食品衛生学 ふぐの知識及び衛生関係法規                                                             | ふぐの処理の実技                                                        |
| 福岡県   | ふぐ処理師     | 試験       | 衛生法規 食品衛生学 ふぐに関する知識                                                              | ふぐの処理に関する実技                                                  |
| 佐賀県   | フグ取扱者     | 講習       | ふぐに関する衛生知識                                                                              | 種類鑑別 フグの処理に関する解体処理 臓器鑑別 食用適否判断               |
| 熊本県   | ふぐ処理師     | 試験       | 公衆衛生学 食品衛生学 栄養学 衛生関係法規 調理理論                                                | 魚種鑑定 ふぐ処理の実技試験                                             |
| 大分県   | ふぐ処理者     | 講習       | 食品衛生関係法規 食品衛生学及び公衆衛生学 ふぐに関する知識                                        | ふぐの処理に関する実技                                                  |
| 宮崎県   | ふぐ処理師     | 試験       | 衛生法規 公衆衛生学及び食品衛生学                                                                 | ふぐの種類鑑別 解体除毒処理、臓器の鑑別及び食用適否判断                 |
| 鹿児島県 | ふぐ調理師     | 試験       | 食品衛生大意 公衆衛生大意                                                                         | ふぐの処理及び鑑別に関する実技                                          |